# Leia notabilis
Leia notabilis är en tvåvingeart som först beskrevs av Edwards 1914.  Leia notabilis ingår i släktet Leia och familjen svampmyggor.
Artens utbredningsområde är Kenya. Inga underarter finns listade i Catalogue of Life.